# Phyllachora aliena
Phyllachora aliena är en svampart som beskrevs av Syd. & P. Syd. 1912. Phyllachora aliena ingår i släktet Phyllachora och familjen Phyllachoraceae.   Inga underarter finns listade i Catalogue of Life.